# Piotr Olszewski (kajakarz)
Piotr Olszewski (ur. 2 stycznia 1974 w Białogardzie) – polski kajakarz, wicemistrz Europy, mistrz Polski.

## Kariera sportowa
Występował m.in. w barwach Zawiszy Bydgoszcz. W 1997 został wicemistrzem Europy w konkurencji K-4 500 m (partnerami byli Grzegorz Andziak, Mariusz Wieczorek i Paweł Łakomy). Startował również na mistrzostwach Europy w 1999 (K-4 200 m - 5 m., K-4 500 m - 4 m.) oraz mistrzostwach świata w 1997 (K-4 200 m - 4 m.)
Pięciokrotnie zdobywał tytuł mistrza Polski:
- K-2 500 m - 1996, 1997 (w obu startach z Maciejem Freimutem)
- K-2 10000 m - 1996 (z Tomaszem Górakiem)
- K-4 200 m  - 2001
- K-4 1000 m - 2001

Jest żołnierzem zawodowym, pracuje także jako trener kajakarstwa w UKS Pamiątkowo, od 2010 był radnym Rady Miasta i Gminy Szamotuły.